# ロスト・イン・スペース (2018年のテレビドラマ)
『ロスト・イン・スペース』（英語：Lost in Space）は、アメリカのSFテレビシリーズで、1965年に放映されたシリーズ『宇宙家族ロビンソン』（1812年の小説『スイスのロビンソン』にインスパイアされたもの）をリメイクした作品。航路を外れて宇宙船で遭難した開拓者の家族の冒険を描く。1998年に公開された映画『ロスト・イン・スペース』とは原作と邦題が共通しているだけで別の作品である。

## 概要
Legendary Entertainment、Synthesis Entertainment、Appleboxによって製作され、ザック・エストリンがショーランナーを務める。1965年のシリーズに比べると設定は大幅に変更されている。
2046年を舞台とし、選別され植民星に向かうロビンソン家、たまたま行動を共にすることになった乗組員ドン、そして犯罪者のスミスを中心に描く。彼らは思いもかけない別の惑星に飛ばされ、生存のために苦闘する。
シーズン1は2018年4月13日にNetflixで配信された。2018年5月、シーズン2の製作が発表され、2019年12月24日に配信された。2020年3月、最終シーズン3の製作が発表され、2021年12月1日にNetflixで配信された。

## あらすじ

### シーズン1
クリスマス・スターと呼ばれる隕石が落ちて地球は灰に覆われ人類は存亡の危機を迎え、選抜された植民者の家族が植民星に移住しようする。優秀なエンジニアである母モーリーン、父の違う長女ジュディ、次女ペニー、末っ子で長男のウィルは別居中の父で軍人のジョンと共に、人類初の恒星間宇宙船レゾルートで植民星アルファ・セントリーに向かう。だが異星人のロボットがレゾルートを襲撃し、植民者たちはそれぞれモーリーンの設計したジュピター型の小型宇宙船に乗ってレゾルートを離れる。宇宙の裂け目が出現し、レゾルートと多くのジュピター号は見知らぬ惑星のそばに飛ばされ、一部のジュピター号は無事に着陸する。ロビンソン家のジュピター2号は氷河の上に着陸し、ジュディは氷に閉じ込められる。壊れた異星人の宇宙船も不時着しており、ウィルが自己修復を助けた異星人のロボットはウィルにリンクして忠実な友人となり、ジュディの命を救う。
やがてロビンソン家は他の植民者たちと再会するが、その中には身分を偽りドクター・スミスと名乗る犯罪者のジュン・ハリスやレゾルートの技術者ドン・ウエストもいる。他の植民者たちはロボットを恐れるが、逮捕を免れたいスミスはロボットを味方につけようとする。惑星の奇妙な生物に燃料を食い荒らされて全てのジュピター号は離陸が不能となる中、この惑星が恒星とブラックホールの二重星の周りをまわっており、間もなく気温が異常に上昇して生存不可能となることが分かる。ロボットの危険性を知ったウィルはロボットをやむを得ず破壊するが、スミスがロボットの自己修復を助けて自分にリンクさせる。ジョンとドンはジュピター4号を軽量化して離陸し、レゾルートに助けを求めに行くが、スミスがモーリーンの管制を妨害して二人の乗るジュピター4号は爆発する。レゾルートに積まれた革新的なエンジンは、隕石であると報道された、異星人の宇宙船から盗まれたものであり、異星人のロボットだけが起動できる。ロボットたちはエンジンを取り返すためにレゾルートを襲ったことが分かる。
惑星の生物の糞から燃料を合成し、他の植民者たちはそれぞれのジュピター号で離陸し軌道上のレゾルートに合流する。スミスの妨害にもかかわらず、ロビンソン家のジュピター2号は軌道上で漂流するジョンとドンを救出する。ウィルのロボットはウィルを守って4本腕の第2のロボット"サウア"と戦い、船外に消える。ジュピター2号には、不時着した異星人の宇宙船のもうひとつのエンジンが隠されており、これが宇宙の裂け目を出現させて、スミス、ドン、ロビンソン家を乗せたジュピター2号は見知らぬ空間に飛ばされる。

### シーズン2
7か月後、ロビンソン家、ドン、スミスは過酷な惑星で生き延び、ロボットを生み出した異星人の文明の痕跡を発見したのちにジュピター2号で惑星を離れてレゾルートに合流する。
レゾルートは異星人のエンジンをサウアに奪われて航行不能となっており、操縦していたロボットのスケアクロウは損傷している。植民者の多くは琥珀色の惑星に避難している。ウィルは自分のロボットに再会する。レゾルートのヘイスティングとアドラーは、ロビンソン家の発見した異星人の宇宙船のエンジンとウィルのロボットを使ってレゾルートをアルファ・セントリーに航行させようとする。琥珀色の惑星に由来する金属の腐食がレゾルートを襲い、多くの異星船が迫る中、ヘイスティングは避難した植民者を見捨てて出発しようとするが、ロビンソン家とドンが阻止する。スミスは自分の身元を偽造し、ロビンソン家とヘイスティングの間で立ち回る。
かつてスケアクロウとリンクしていたアドラーはウィルとともにスケアクロウを琥珀色の惑星に運んで修復する。だがその結果多数のロボットと異星船がレゾルートを襲う。アドラーはスケアクロウを守って死ぬ。大人たちは異星船を引き連れてアルファ・セントリーに向かうことを選ばず、敵を引き付けた上でレゾルートを自爆させる。その隙に子供達だけがウィルのロボットと異星人のエンジンを搭載したジュピター2号で宇宙空間に裂け目を作って跳躍する。だが到着したのはアルファ・セントリーではなく、かつて遭難したジュディの実父の宇宙船フォルトゥナの漂う宇宙空間である。

### シーズン3
ジュディを船長とした子供たちとスミスは過酷な惑星で1年を生き延び、ジュピター2号を修理する。ジュディは着陸船内で冷凍睡眠中の実父グラント・ケリーを見つけて蘇生させる。ウィルはこの惑星でも異星人の遺跡を見る。ジュピター2号とフォルトゥナで元の星域に跳躍し、多くのジュピター号を連結して生存していた大人たちに再会する。サウアは他のロボットたちを指揮し、ウィルのロボットのプログラムを変更したウィルに興味を持ち探し求める。ウィルのロボットが宇宙に裂け目を開き、人々はジュピター号に分乗してアルファ・セントーリに跳躍する。だがサウアの船に追跡されたロビンソン家のジュピター2号は、アルファ・セントーリを守るために行き先を変更し、サウアの船と共に沼地の惑星に来る。サウアはかつてグラントをスキャンして地球の位置を知ったように、ドンをスキャンすることでアルファ・セントーリの位置を知り、ウィルの心臓を刺す。サウアはアルファ・セントーリに向かい、ロビンソン家も、ウィルを救い植民者に警告するためにジュピター2号で後を追う。ロビンソン家は先にアルファ・セントーリに着き、ヘイスティングが密かに準備していた防衛システムを起動するも、サウア率いるロボットたちの前に劣勢となる。回復途中のウィルは、サウアが異星人のエンジンを使って惑星全体を破壊しようとしていることに気づき、人々は必死にエンジンを守る。ウィルはスミスの操縦でウィルのロボットとともに異星人の母星に行き、瀕死となるもウィルのロボットの犠牲で命を救われる。感銘を受けたロボットたちから制御コマンドを贈られてアルファ・セントリーに戻る。サウアに再び心臓を刺されるも、傷からウィルのロボットの一部がサウアに入り制御を乗っ取る。すべてのロボットは自由となり、人々は平穏な暮らしを取り戻す。スミスは自白して刑に服す。モーリーンとドンはロボットたちの助けでレゾルートに代わる大型恒星間宇宙船を建設し、ウィルとウィルのロボットはジュピターで未知の宇宙を探検する。

## キャスト

### メイン
- モーリーン・ロビンソン
  - 演 - モリー・パーカー、吹替 - 麻生侑里
  - 優秀で勇敢なエンジニアであり、家族で移住する決断をする母親[5]。
- ジョン・ロビンソン
  - 演 - トビー・スティーブンス、吹替 - 鳥畑洋人
  - ロビンソン家の父親で海兵隊員[6]。
- ウィル・ロビンソン
  - 演 - マックス・ジェンキンズ（英語版）、吹替 - 西川舞→松岡禎丞（シーズン3）
  - ロビンソン家の末っ子で長男[6]。
- ジュディ・ロビンソン
  - 演 - テイラー・ラッセル、吹替 - 渡谷美帆
  - ロビンソン家の長女で、モーリーンが前夫グラント・ケリーとの間にもうけた子供。医療訓練を受けている[7]。
- ペニー・ロビンソン
  - 演 - ミナ・サンドウォール（英語版）、吹替 - イブ優里安
  - ロビンソン家の次女[8]。
- ドン・ウエスト
  - 演 - イグナシオ・セリッチオ（英語版）、吹替 - 勝杏里
  - レゾルートの乗員[9]。
- ジュン・ハリス / ドクター・スミス
  - 演 - パーカー・ポージー、吹替 - 宮寺智子
  - 姉のふりをしてレゾルートに乗り込み、混乱に乗じてドクター・スミスの名をかたるようになった犯罪者[10]。
- オリジナルのテレビドラマのロボット（日本名は"フライデー"）からデザイン・設定を一新したロボットも登場する[11]。

### リカーリング
- アンジェラ・ゴダード
  - 演 - シボンギレ・ムランボ（英語版）、吹替 - 所河ひとみ
  - 植民者の女性。(S1)
- アイコ・ワタナベ
  - 演 - 祐真キキ、吹替 - 織部ゆかり
  - 日本人の植民者、ヒロキの娘。(S1)
- ナオコ・ワタナベ
  - 演 - ユカリ・コマツ、吹替 - 織部ゆかり
  - 日本人の植民者、ヒロキの妻。(S1)
- ヒロキ・ワタナベ
  - 演 - ケイリー＝ヒロユキ・タガワ
  - 日本人の植民者。(S1)
- ヴィクター・ダール
  - 演 - ラザ・ジェフリー
  - 植民者の指導者。
- ヴィジェイ・ダール
  - 演 - エージェイ・フリーゼ、吹替 - 永井将貴
  - ヴィクターの息子。
- ベン・アドラー
  - 演 - JJ・フィールド
  - スケアクロウとリンクしたレゾルート上の士官。 (S2)
- ヘイスティングス
  - 演 - ダグラス・ホッジ（英語版）、吹替 - 佐々木祐介
  - スミスを尋問するレゾルート上の士官。 (S2)
- カマル
  - 演 - サキナ・ジャフリー、吹替 - 桜岡あつこ
  - レゾルートの船長。 (S2)
- グラント・ケリー
  - 演 - Russell Hornsby
  - 20年前に行方不明になった宇宙船フォルトゥナの船長、モーリーンの前夫、ジュディの実父。(S3)

### ゲスト
- ジェシカ・ハリス
  - 演 - セルマ・ブレア
  - ジュンの富裕な姉。(S1)
- アンジェラ・ハリス
  - 演 - アンジェラ・カートライト
  - ジュンとジェシカの母。カートライトはオリジナルの『宇宙家族ロビンソン』でペニーを演じた。(S1)
- ザッカリー・スミス
  - 演 - Bill Mumy
  - 本当のドクター・スミス。Mumyはオリジナルの『宇宙家族ロビンソン』でウィル・ロビンソンを演じた。(S1)

## エピソード

### シーズン1
| 通算 話数 | シーズン 話数 | タイトル                                       | 監督                   | 脚本                                  | 公開日        |
| --- | ------------- | ---------------------------------------------- | ---------------------- | ------------------------------------- | ------------- |
| 1 | 1             | "衝撃" "Impact"                                | ニール・マーシャル     | Matt Sazama & Burk Sharpless          | 2018年4月13日 |
| ロビンソン家の乗るジュピター2号は見知らぬ星の氷河に着地するが、宇宙船は氷の下の水中に落下し、モーリーンは足を骨折する。ウィルが補給の電池を取りに水に潜ることを躊躇したため、かわりに潜ったジュディが氷の下に閉じ込められる。ジョンとウィルは氷を解かすためマグネシウムを採掘に行くが、ウィルはクレバスに落下して氷河の麓まで滑り落ちる。ウィルは破壊された異星の宇宙船を目撃し、山火事に襲われる中で壊れた異形のロボットの修復を助ける。ロボットは姿を人間型に変え、ウィル、そしてジュディを救う。 フラッシュバックで、モーリーンが植民者選別試験に落ちたウィルを不正合格させるために何者かと取引をする。恒星間宇宙船レゾルートをウィルが出会ったのと同じ型のロボットが襲い、ある女が怪我をしたドクター・スミスの名をかたり、2人のステーション乗員と共にジュピター型宇宙船に乗り込んで逃げ出す。レゾルートと多くのジュピター号が時空の裂け目にのみこまれる。 |               |                                                |                        |                                       |               |
| 2 | 2             | "空に浮かぶダイアモンド" "Diamonds in the Sky" | ニール・マーシャル     | Matt Sazama & Burk Sharpless          | 2018年4月13日 |
| ドン・ウェストとスミスは不時着を生き延び、他のジュピター号の墜落現場で、負傷したアンジェラを助ける。雷雲が近づき、スミスはドンとアンジェラを置いて助けを求めに行く。ロボットの助けでロビンソン家はジュピター号を水中から浮上させる。爆発の煙が見えたため、ジョン、モーリーン、ウィル、ロボットは捜索に向かうが残骸しか見つからず、次にロボットの宇宙船の残骸に向かう。船内で見たホログラムの宇宙図から、ジョンとモーリーンは自分たちが別の銀河系に飛ばされたことを知る。一方でウィルはロボットの精神とのリンクにより、今は自分に忠実なロボットがレゾルートを襲ったことを知るが、両親には秘密にする。雷雲を見たペニーは地上車チャリオットで両親らを救い、さらに信号弾で助けを呼んだスミスを拾い、ジュピター号に戻る。スミスはドンとアンジェラのことを秘密にする。スミスが信号弾を盗み出していたため、ドンとアンジェラは救助されないままとなる。 |               |                                                |                        |                                       |               |
| 3 | 3             | "侵入者" "Infestation"                         | Tim Southam            | ザック・エストリン                    | 2018年4月13日 |
| フラッシュバックで、ドクター・スミスの正体は犯罪者のジューン・ハリスと分かる。ジューンは姉のふりをしてレゾルートに乗り込むも、姉の恋人に正体がばれて殺してしまう。ジューンは逮捕されるも、ロボットの侵入の混乱に乗じて逃げ出す。 氷河が崩壊しジュピター2号を破壊する恐れが出る。ロビンソン家は脱出をはかるが燃料漏れが見つかる。燃料を食べるウナギのような生物を見かけたロボットはウィルを守るため、スミスと同じクローゼットに閉じ込める。残りのロビンソン家は宇宙船を離陸させて氷河から抜け出し、森林の間に着陸する。他のジュピター号やレゾルートの信号を受信する。ロボットは、ウィルのために銃を3Dプリンターで製作して渡す。 |               |                                                |                        |                                       |               |
| 4 | 4             | "ロビンソン一家参上" "The Robinsons Were Here" | Alice Troughton        | Katherine Collins                     | 2018年4月13日 |
| ジョンとモーリーンとジュディは生存者のワタナベ家のジュピター号に行き、保護されていたドン・ウエストに会い、ジュディはアンジェラの手当てをする。13機のジュピター号が無事で63人が生存するが、ウナギのような生物に燃料を食べられていずれも離陸不可能であると聞く。ジョンは、モーリーン、ドンは探索に出て、受信設備とドンの密輸品を含むレゾルートの一部を地上で発見して、レゾルートが通信を受信できない理由を知る。アンジェラと話したジュディはロボットがレゾルートを襲ったことを知り、妹と弟のもとに戻る。危険視されかねないロボットを子供たちは洞窟に隠すが、途中でヴィジェイにロボットを見られる。スミスは子供たちを尾行して洞窟に入り、ウィルに対する不信をロボットに植え付けようとする。夜、ジョンとモーリーンは結婚生活の問題を話し合う。翌朝戻った両親に、子供たちはロボットが出て行ったと嘘をつく。 |               |                                                |                        |                                       |               |
| 5 | 5             | "伝えたいメッセージ" "Transmission"            | Deborah Chou           | Kari Drake                            | 2018年4月13日 |
| 生存者達はキャンプを作って結集し、レゾルートに信号を送るための光源を建設する。日の長さの急激な変化に気づいたモーリーンは観測気球に乗って調査する。スミスはドンに再会し、信号弾を盗んだことをごまかす。レゾルートとの交信を妨害するために、スミスはキャンプの防御に穴をあけ、侵入した生物が光源を破壊して生存者たちを襲う。スミスの求めに応じてウィルは心でロボットを呼び、ロボットが生物を倒す。生存者たちはレゾルートを襲ったロボットだと気づく。 フラッシュバックで、隕石クリスマス・スター落下による灰が地球を覆う危機の中、モーリーンは子供たちと植民に応募すべきかどうか話し合う。 |               |                                                |                        |                                       |               |
| 6 | 6             | "追悼" "Eulogy"                                | ヴィンチェンゾ・ナタリ | Ed McCardie                           | 2018年4月13日 |
| モーリーンはこの惑星がブラックホールと恒星の二重星に引き寄せられて高温となり、生物は死滅する運命にあることをジョンだけに打ち明け、ペニーが立ち聞きをする。ヒロキ・ワタナベも既に気づいている。生存者たちはロボットの処遇を議論し、ウィルが報告を怠らない条件で共存することにする。ジョンはウィルとともにロボットによる犠牲者を追悼し、責任を教える。惑星の地表はめまぐるしく変化する。ドンはヴィクターと自分が乗ってきたジュピター号の燃料を売る取引をする。ヴィクターはジュディ、ドンらと共に燃料回収に行き、ドンはスミスが偽物である証拠を手に入れてジュディに見せる。夫を亡くしたためロボットを恨むアンジェラはスミスの隠した銃を見つけ、スミスにそそのかされてロボットを撃つ。ウィルは反撃をやめさせるが、ジョンが負傷する。絶望したウィルはロボットに崖から飛び降りることを命じ、ロボットはバラバラとなる。 |               |                                                |                        |                                       |               |
| 7 | 7             | "プレッシャーとの戦い" "Pressurized"           | Tim Southam            | ザック・エストリン                    | 2018年4月13日 |
| モーリーンはアンジェラの銃が自分たちの3Dプリンターで作られたことを突き止め、ウィルはロボットが作った銃を自分が隠したものだと言う。スミスはヴィクターが疑わしいと言う。ロビンソン夫妻はチャリオットを運転中に地殻変動に遭遇し、タールの沼に落ち込む。モーリーンはウィルを不正合格させたことを告白する。ジョンは自分を犠牲にしてモーリーンを救おうとする。モーリーンのアイデアで、二人は観測気球を使って沼の表面まで浮上して助かる。燃料回収から戻るヴィクターらも地殻変動に遭遇し、エヴァンがタンクの下敷きになる。ヴィクターに逆らってドンはタンクを動かすが、燃料の大半は失われエヴァンは死ぬ。ペニーはロボットを失ったウィルを慰める。スミスは崖下でロボットの破片を寄せ集め、ウィルの真似をして自分に忠実なロボットとして自己修復させようとするが上手くいかず、ウィルの記録を調べる。ヴィジェイはペニーから聞いたブラックホールの話を父に打ち明け、ヴィクターは離陸を決意する。 |               |                                                |                        |                                       |               |
| 8 | 8             | "軌道を目指して" "Trajectory"                  | Stephen Surjik         | Katherine Collins & Kari Drake        | 2018年4月13日 |
| ヴィクターは乏しい燃料を使い、自分の家族の乗るジュピター4号を離陸させてレゾルートに助けを求めに行こうとする。モーリーンは燃料が不足だと中止を呼びかけ、ジョンが乗り込んで離陸を阻止する。モーリーンは全生存者にブラックホールの状況を説明する。20世紀のマーキュリー計画に倣ってジュピター4号の装備を減らして軽量化し、地上からの管制の下でパイロットが手動で操縦し、レゾルート号に助けを求めに行く計画を立てる。ジュディからスミスの正体を聞いたモーリーンはスミスを閉じ込める。レゾルート号から、ホーキング放射の危険が迫ったために24時間以内に軌道を離れるとの通信が入る。ジョンとドンがジュピター4号に乗り込み離陸する。スミスはウィルを騙して自分を解放させ、モーリーンを殴り倒して管制を妨害し、ジュピター4号は爆発する。 |               |                                                |                        |                                       |               |
| 9 | 9             | "それぞれの復活" "Resurrection"                | Tim Southam            | 原案:Daniel McLellan 脚本: Kari Drake | 2018年4月13日 |
| フラッシュバックで、隕石"クリスマス・スター"が地球に落ちて灰が地球を覆い始め、モーリーンは早期に発見できなかったことを訝る。レゾルート上で、スミスはエンジンが異星人から盗んだものであると立ち聞きする。 現在、スミスはモーリーンを拘束して異星人の船に連れて行かせる。ジュディは母を探す。ウィルは父親の死を信じず、無線で連絡をとろうとする。ウィルは、洞窟で拾った石が化石化した糞であることを知り、ヒロキ・ワタナベは燃料に転化できるという。人々は洞窟に入り、危険な生物を避けながら糞を集める。異星人の船内で、モーリーンはレゾルートと同タイプのエンジンを見つける。クリスマス・スターは異星人の船であり、政府がエンジンを盗んだことで、地球に危機が及んだこと、ロボットがエンジンを取り戻すためにレゾルートを襲ったことを知る。ウィルは父から無線の連絡を受ける。ジュディはスミスを倒し、モーリーンを救い出す。だが自己修復し、スミスにリンクしたロボットが二人を止める。 |               |                                                |                        |                                       |               |
| 10 | 11            | "迫りくる危険" "Danger, Will Robinson"         | デヴィッド・ナッター   | Matt Sazama & Burk Sharpless          | 2018年4月13日 |
| 宇宙船の破片の中で生き延びたジョンとドンには2時間の酸素しか残されていない。他のジュピター号はレゾルートに着く。ロビンソン一家はスミスとロボットを乗せたジュピター2号で後を追い、ジョンとドンを拾ってからレゾルートにドッキングしようとする。チャリオットの下に異星人のエンジンが隠されていたため、軌道上のジュピター2号には重力が存在する。燃料不足を知ったスミスがレゾルートに直行するよう脅したため、モーリーンはスミスとロボットを閉じ込める。スミスとロボットは脱出するが、モーリーンはロボットを貨物室におびき寄せ、ハッチから宇宙に放出する。だがそこに異星人の宇宙船が現れ、ウィルのロボットと4本腕の第2のロボット"サウア"が侵入してくる。サウアがウィルを襲うと、ウィルのロボットが守って戦い、2体は外へ出る。ウィルは船外に出て故障したハッチを閉じ手動で閉鎖し空気流出を止めて家族を救う。ウィルは手を滑らせて宇宙空間に投げ出されるがジョンに捕まえられる。この間にスミスが銛を発射してジョンとドンを拾っていたことが分かる。だがモーリーンはスミスを幽閉したままとする。燃料の切れたジュピター2号に、ヴィクターがレゾルートを差し向けるが、異星人のエンジンがワームホールを開いてジュピター2号を別の場所に飛ばす。 |               |                                                |                        |                                       |               |

### シーズン2
| 通算 話数 | シーズン 話数 | タイトル                       | 監督                   | 脚本                            | 公開日         |
| --- | ------------- | ------------------------------ | ---------------------- | ------------------------------- | -------------- |
| 11 | 1             | "孤立無援の戦い" "Shipwrecked" | アレックス・グレイヴス | Matt Sazama & Burk Sharpless    | 2019年12月24日 |
| 7か月後のクリスマス、ロビンソン一家とドンは呼吸不能な見知らぬ惑星に着陸しており、スミスは幽閉されている。ペニーは一家の冒険を本に書く。嵐が温室を破壊したため、一家はジュピター2号をヨットに改造して航海し、雷から充電して惑星を離れようとする。だが船は嵐に襲われて座礁してジョンが負傷し、人手の足りない中でモーリーンはスミスを解放する。ウィルはロボットを懐かしむ。海の中の雷が落ちる場所で、彼らは巨大な人工の海溝を見つける。 |               |                                |                        |                                 |                |
| 12 | 2             | "断崖絶壁" "Precipice"         | アレックス・グレイヴス | ザック・エストリン              | 2019年12月24日 |
| モーリーンとペニーは海溝に落ちる。ペニーは劣等感を母に告白する。モーリーンは海溝の底でロボットと同じ模様を見つける。ドンは海藻の毒に倒れてスミスから輸血を受ける。ウィルのアイデアで、一家は地上車のチャリオットをワイヤーで海溝に降ろしてモーリーンとペニーを雷から守るファラデーケージにするとともに、ジュピター2号を充電して再び宇宙に飛び立つ。船内にあったサウアの切断された腕が動き出す。レゾルートの信号が入る。 |               |                                |                        |                                 |                |
| 13 | 3             | "過去からのこだま" "Echoes"    | レスリー・ホープ       | Liz Sagal                       | 2019年12月24日 |
| ジュピター2号はレゾルートにドッキングし、回復途中のドンを残してロビンソン一家は船内に入る。無人の船内で一家は離れ離れとなる。ジュディはサマンサという少女と会い、2体のロボットがレゾルートを襲い、人々は避難したと聞く。異星人のエンジンは消えている。ロボットが船内を徘徊するが、ジョンとモーリーンが閉じ込める。スミスも密かに船内に入り、自分の身元につながる記録を改竄する。ベン・アドラー率いる隊がレゾルートに入る。 |               |                                |                        |                                 |                |
| 14 | 4             | "スケアクロウ" "Scarecrow"     | Jon East               | Kari Drake                      | 2019年12月24日 |
| ジョンとモーリーンはヘイスティングスからクリスマス・スターが隕石ではなく、スケアクロウと呼ばれるロボットが操縦する異星人の船であったと聞く。スケアクロウ無しではエンジンは動作しなかったが、サウアにエンジンは奪われている。ジョン、ジュディ、ドンはレゾルートから植民者が避難していた"琥珀の惑星"に降りて人々を助ける。アドラーは損傷したスケアクロウを使ってジュピター2号から異星人のエンジンをレゾルートに移そうとする。ウィルはスケアクロウとコミュニケートして手伝い、自分のロボットが避難民と同じ惑星上にいることを知る。スミスは逮捕されるが、ペニーの本に隠した海藻の毒を取調官ヘイスティングスに使って逃げ出す。 |               |                                |                        |                                 |                |
| 15 | 5             | "自分の足で" "Run"             | Jon East               | Vivian Lee                      | 2019年12月24日 |
| "琥珀の惑星"上での金属の腐食現象によりジョンは負傷して井戸にとじこめられる。ジュディは恐竜のごとき生物に追われながらも医薬品を父親に届ける。モーリーン、ウィル、アドラーもロボットを探しに惑星に降りる。ペニーはスミスを調べ、ヴィジェイの助けを得る。レゾルートも金属の腐食に襲われる。 |               |                                |                        |                                 |                |
| 16 | 6             | "寸断状態" "Severed"           | Tim Southam            | Katherine Collins               | 2019年12月24日 |
| ペニー、ヴィシェイ、スミスと教師は金属の腐食によって閉じ込めらる。アマル艦長は腐食の広がりを抑えるため、4人のいる区画全体を宇宙に吹き飛ばす。スミスは閉所恐怖症の教師を説得して密閉型の箱に一緒にはいる。ドンは4人をジュピターで救出するが、密輸を認めて逮捕される。モーリーン、ウィル、アドラーは馬でロボットを探しに行き、恐竜のごとき生物に襲われてウィルのロボットに救われる。だがロボットはサウアが化けていたことがわかり、アドラーが破壊する。ウィルは本物の自分のロボットに再会する。 |               |                                |                        |                                 |                |
| 17 | 7             | "進化" "Evolution"             | Tim Southam            | Daniel McLellan                 | 2019年12月24日 |
| レゾルートは未知の音声信号を受信するが船長はジョンから隠す。ジョンはスミスの助けでサーバー室に忍び込む。スミスと示し合わせて、スミスに裏切られたふりをして逮捕される。スミスはヘイスティングに取り入り、多くの異星船が近づいており、水不足のためにカマル船長が植民者の大半を琥珀の惑星に置き去りにするつもりであることを知る。モーリーン、ウィル、アドラーはウィルのロボットを連れてレゾルートに戻り、ロボットは途中で死んだ馬を悼む。アドラーとヘイスティングはロボットを用い、損傷したスケアクロウの代わりに異星人のエンジンを操縦させようとする。ロビンソン家とスミスは、植民者たちを置き去りにしない計画を考えつく。 |               |                                |                        |                                 |                |
| 18 | 8             | "匿名の取引相手" "Unknown"     | Jabbar Raisani         | Kari Drake & Katherine Collins  | 2019年12月24日 |
| ロボットが異星人のエンジンをジュピター2号からレゾルートに移す。ロビンソン家、スミス、ドンは仲間を募って反乱を起こし、植民者全員を収容するために、レゾルートを別の惑星の大気に突入させアンモニアを採取して水を浄化しようとする。ヘイスティングは反乱を止めさせるため、モーリーンと取引し、レゾルートのパスワードと交換にウィルを不正に合格させたことをジョンとジュディに明かす。ジョンに拒否されると、エアロックを開いて作業員を殺し採取を阻止しようとするが、モーリーンがポッドで宇宙空間に出てドンを救う。反乱は抑圧されたかに見えるが、カマル船長はすべての植民者を乗せるために水の浄化を続行する。スミスはサマンサの父親を殺したトラウマに苦しむ。ウィルのロボットは瀕死のスケアクロウを檻から救い出す。 |               |                                |                        |                                 |                |
| 19 | 9             | "だまし合い" "Shell Game"      | Stephen Surjik         | ザック・エストリン & Vivian Lee | 2019年12月24日 |
| ジョンもポッドで宇宙空間に出てモーリーンを救おうとするが、ヘイスティングが2人を置き去りにする。ジョンとモーリーンは巨大な生物に遭遇したのち、吸入口からレゾルートに戻る。ウィルとペニーはロボットとスケアクロウと一緒に隠れ、ジュディとサマンサが助ける。ロボットは琥珀の惑星でスケアクロウを治すことを主張する。スミスはヘイスティングを助けてロビンソン家の子供たちを捜索する。ペニーはヴィジェイにジュピターを借りようとするが断られる。ジュディとペニーはチャリオットをレゾルート内で暴走させて注意を引き、その隙にウィルとロボットはジュピター2号に乗ろうとする。アドラーとヘイスティングが阻止し、ロボットは捕らえられる。だがかつてスケアクロウと結びついていたアドラーは裏切り、ウィルとともに琥珀の惑星に降り、雷の中にスケアクロウを運ぶ。 |               |                                |                        |                                 |                |
| 20 | 10            | "97名" "Ninety-Seven"          | アレックス・グレイヴス | Matt Sazama & Burk Sharpless    | 2019年12月24日 |
| 琥珀の惑星上で多くのロボットが目覚める。異星船に追跡されるジュピター2号でヴィクターやウィルはレゾルートに向かう。アドラーは自分を犠牲にしてスケアクロウを救う。ヘイスティングは捕らえたウィルのロボットに異星人のエンジン操縦を強制し、乗船済みの植民者とともにジュピター2号を見捨ててアルファ・セントリーに出発しようとする。ロビンソン家とドンはヘイスティングを倒してロボットを助け出し、ジュピター2号を迎える。人々は異星船を引き連れてレゾルートをアルファ・セントリーに向けないことにし、多くのロボットがレゾルートに侵入する。強力な電磁場でロボットは停止されるが、多数の異星船がレゾルートに迫る。スミスが身を危険にさらして時間を稼ぐもロボットらは停止状態を抜け、スケアクロウが他のロボットを阻止する。ジョンとモーリーンはレゾルートを自爆させて子供たちのために時間を稼ぐ。他のジュピターが異星船を引き付ける中、ウィル、ペニー、ジュディ、ヴィジェイらを含む97人の子供とウィルのロボットはジュピター2号で宇宙空間の裂け目に入って跳躍する。だが到着した宇宙空間にはアルファ・セントリーはなく、ジュディの実の父グラント・ケリーの乗っていた宇宙船フォルトゥナが漂う。 |               |                                |                        |                                 |                |

### シーズン3
| 通算 話数 | シーズン 話数 | タイトル                                                    | 監督                  | 脚本                         | 公開日        |
| --- | ------------- | ----------------------------------------------------------- | --------------------- | ---------------------------- | ------------- |
| 21 | 1             | "3羽の小鳥" "Three Little Birds"                            | Frederick E.O. Toye   | Matt Sazama & Burk Sharpless | 2021年12月1日 |
| ジュディを船長としたジュピター2号は宇宙船フォルトゥナを調査したのちに見知らぬ惑星の谷底に不時着し、子供たちとスミスはエンジンの修理のためにチタン鉱石を採掘して1年がたつ。ペニーはヴィジェイとリアムの二人と付き合う。スミスは採掘した鉱石が減っていることに気づく。ウィルはロボットたちに狙われる自分の存在が植民星アルファ・セントリーにとって危険となるため、ウィルのロボットが鉱石を捨てて修理を妨害していたことを知る。小惑星帯からの危険な隕石群が近づき、三姉弟はチタン採掘を急ぐ。大人たちはジュピターを連結した"サンシャイン基地"で生き延び、子供たちに再会する日を夢見る。 |               |                                                             |                       |                              |               |
| 22 | 2             | "触れ合い" "Contact"                                        | Kevin Rodney Sullivan | ザック・エストリン           | 2021年12月1日 |
| ジュディは不時着した着陸船に入り、冷凍睡眠から実父グラント・ケリーを覚醒させる。二人は他の冷凍睡眠カプセルをキャンプに運ぶ。ペニーとウィルはロボットを探して洞窟に入る。ロボットは二人とスミスを自分を創造した異星人の街の遺跡に連れて行き、二人はロボットを通してはるか遠くの両親と会話をする。アルファ・セントリーに行くにはロボットとエンジンが必要なため、ジョン、モーリーン、ドンの3人はジュピターで琥珀の惑星に降りてロボット"サウア"の残骸を探すも見つからない。船内にいたスケアクロウを通してペニーとウィルと会話をする。サウアは復活し、ウィル・ロビンソンを探すよう他のロボットに命令する。 |               |                                                             |                       |                              |               |
| 23 | 3             | "新入り" "The New Guy"                                      | Sarah Boyd            | Vivian Lee                   | 2021年12月1日 |
| ジュディとグラントはキャンプに他の冷凍保存器を運ぶ。ウィルは異星人の街の遺跡を調査しその結果を秘密にする。ジュピター2号のコンピューターはウィルらを置き去りにして離陸しようとし、グラントが手動操縦に切り替える。全員が集まり、酸素を節約するためにスミスを冷凍睡眠に入れてジュピター2号は離陸するが、小惑星帯の中でジュディはグラントを抑えて自動操縦に切り替えて危機を脱する。ジョン、モーリーン、ドンの3人はスケアクロウに疑いを持ちながら仲間に加え、12体のロボットが守るエンジンを盗もうとする。だがこれは罠であり、サウアはスケアクロウを捕らえる。 |               |                                                             |                       |                              |               |
| 24 | 4             | "跡形もなく" "Nothing Left Behind"                          | Julian Holmes         | Daniel McLellan              | 2021年12月1日 |
| ロビンソン家の子供たちはロボットの様子を見てサウアがスケアクロウを破壊し情報を手に入れたことを知る。ジュディはアルファ・セントリーに子供たちを連れて行こうとするが、子供たちは大人たちを助けに戻ることを選択する。サウアの船はサンシャイン基地に迫り、大人たちは子供たちを守るためにアルファ・セントリーの位置につながるあらゆる情報を消去する。ジュピター2号が裂け目を通って来てサウアの船を引き付ける間、フォルトゥナがサンシャイン基地に到着し、子供たちは両親たちに再会する。ロボットは裂け目を開いて他の人々のジュピターをアルファ・セントーリに送り出す。サウアに狙われるウィルはロボットと残り、他の家族をアルファ・セントーリに送り出そうとする。だがサウアが迫ったためにうまく行かず、ウィルは家族とドンとスミスとともにジュピター2号で裂け目に入る。迫るサウアの船をアルファ・セントーリに行かせないために、ロビンソン家は目的地をとっさに変更する。 |               |                                                             |                       |                              |               |
| 25 | 5             | "立ち往生" "Stuck"                                          | レスリー・ホープ      | Kari Drake                   | 2021年12月1日 |
| ジュピター2号、フォルトゥナ、サウアの船は沼地の惑星に不時着する。モーリーンは緊急脱出装置が故障して椅子に釘付けになり、骨折したジュディは船をのみ込もうとする巨大生物を撃退する。緊急脱出装置を使った人々は散り散りになる。ジョンとペニーはフォルトゥナの残骸からロボットを救出し、ウィルとスミスに合流する。ドンはサウアに遭遇しスキャンされるも見逃される。 |               |                                                             |                       |                              |               |
| 26 | 6             | "最後のメッセージ" "Final Transmission"                     | Julian Holmes         | Katherine Collins            | 2021年12月1日 |
| 人々はジュピター2号を見つけて合流する。5年前にグラントがスキャンされて地球の位置が知られてクリスマス・スター襲撃が起こり、ドンがサウアにスキャンされたことでアルファ・セントリーの位置が知られたことが分かる。ウィルは単身チャリオットでサウアに会いに行く。ウィルはロボットたちの支配者が絶滅したと教え、自由になるよう呼び掛ける。だがサウアは自分が支配者を絶滅させたと告白してウィルを刺す。ロビンソン家は修理を終えたジュピター2号で重傷を負ったウィルを見つけて回収する。ウィルを冷凍容器に入れ、サウアの船を追ってアルファ・セントリーに向かう。 |               |                                                             |                       |                              |               |
| 27 | 7             | "代替案にもバックアップを" "Contingencies on Contingencies" | レスリー・ホープ      | ザック・エストリン           | 2021年12月1日 |
| ジュピター2号はアルファ・セントリーに到着する。サウアの船は見えないが、指導者に襲来が迫ることを警告する。ウィルは人工心臓を移植される。拘束されていたヘイスティングスから、秘密裏に用意された防衛システムの起動アクセスコードを釈放と引き換えに聞きだすが、直後にヘイスティングは殺されてウィルのロボットが容疑者となる。グラントは、防衛システムは音声生体認証でヘイスティングしか起動できないと語る。ウィルは亡くなったアドラーの声がバックアップであったと推定し、グラントとモーリーンが彼の声の録音からアクセスコードを合成して惑星防衛システムを起動する。ジョンとヴィクターがロボットを探して水力発電ダムに着く。ジュディ、ペニー、ドン、ヴィジェイもロボットを探してダムに行き着く。ウィルのロボットは、タービンを破壊しようとするロボットの一隊と闘って倒し、ヘイスティング殺しの疑いを晴らすが、タービンは損傷する。防衛システムが停止し、サウアの船が到着する。 |               |                                                             |                       |                              |               |
| 28 | 8             | "信じること" "Trust"                                        | Jabbar Raisani        | Matt Sazama ＆Burk Sharpless | 2021年12月1日 |
| 人々は全ジュピター号で発電して防衛システムを起動し、サウアの船を破壊するも、ロボットたちが地上に降りる。ウィルは、サウアがエンジンを使って宇宙に穴をあけ、アルファ・セントリー全体を破壊するつもりであることを知る。ペニーら子供たちは損傷した一部のロボットたちを救って味方につけ、ロボット同士が戦う。人々は必死にエンジンを守るも、サウアのロボットたちが優勢となる。スミスはかつて毒を盛りいまだ病床にあるヘイスティングスを殺そうとしてウィルのロボットに止められる。ジュピター2号を操縦して、弱るウィルとウィルのロボットを乗せ、ロボットたちの故郷に飛ぶ。ウィルのロボットは仲間のロボットたちを説得できず、自分の一部を瀕死のウィルに入れて救うも死ぬ。感銘を受けた仲間のロボットたちは、ロボットを制御する音声コマンドをウィルに贈る。スミスとウィルはアルファ・セントリーに戻り、コマンドを再生してサウアと闘う。サウアは再びウィルを刺すも、ウィルのロボットの一部がサウアに入って乗っ取り、危機を回避する。 ロボットたちは自由となる。モーリーンとドンは一部のロボットの助けで新たな宇宙船を建造する。ジュディは医療の訓練を再開する。スミスは自白調書をヘイスティングスに提出して刑務所に入る。人々は平穏な暮らしを楽しむ。ウィルとロボットは新たな惑星を探検する。 |               |                                                             |                       |                              |               |

## 参照
1. ↑  Goldberg, Lesley (2018年5月14日). “'Lost in Space' Reboot Renewed for Season 2 at Netflix”. The Hollywood Reporter. 2018年5月14日閲覧。
2. ↑  “Lost in Space 2 | Have You Seen Our Robot? Trailer | Netflix”. YouTube. 2019年10月5日閲覧。
3. ↑  “LOST IN SPACE RENEWED FOR THIRD & FINAL SEASON; SHOWRUNNER ZACK ESTRIN INKS OVERALL DEAL WITH NETFLIX”. Netflix Media Center. 2020年3月9日閲覧。
4. ↑  “Lost in Space Teaser Trailer | Final Season | Netflix”. YouTube. 2021年10月7日閲覧。
5. ↑  Andreeva, Nellie (2016年9月28日). “'Lost In Space'** Molly Parker To Star In Netflix Series Remake”.  Deadline.com. 2017年10月8日閲覧。
6. 1 2  Andreeva, Nellie (2016年9月20日). “Toby Stephens To Topline 'Lost in Space' Netflix Remake, Maxwell Jenkins To Co-Star”.  Deadline.com. 2017年10月8日閲覧。
7. ↑  Ausiello, Michael (2016年9月16日). “Lost in Space** Netflix Remake Casts Falling Skies Alum as Judy Robinson”.  TVLine. 2016年9月16日閲覧。
8. ↑  Petski, Denise (2016年12月15日). “'Lost In Space'** Mina Sundwall To Play Penny Robinson In Netflix Remake”.  Deadline.com. 2016年12月16日閲覧。
9. ↑  Andreeva, Nellie (2016年12月13日). “'Lost In Space'** Ignacio Serricchio To Play Don West In Netflix Remake”.  Deadline.com. 2016年12月13日閲覧。
10. ↑  Petski, Denise (2016年11月22日). “'Lost In Space'** Parker Posey Joins Netflix Series Remake”.  Deadline.com. 2016年11月22日閲覧。
11. ↑  Estrin, Zack (2017年11月11日). “Not quite 50 shades of grey, but... Testing metal colors for The Robot at #SpectralMotion. #LostInSpace #Netflix”.  Instagram. 2017年10月8日閲覧。
12. ↑  “Shows A-Z – Lost in Space on Netflix”. The Futon Critic. 2021年10月9日閲覧。